# Greatest Hits (альбом Tom Petty and the Heartbreakers)
Greatest Hits — сборник рок-группы Tom Petty and the Heartbreakers, изданный в 1993 году. Самый успешный альбом коллектива, 13 ноября 2003 года он стал десятикратно платиновым по системе сертификации RIAA. На нём впервые появилась знаменитая песня «Mary Jane’s Last Dance», достигшая 14 строчки в чарте Billboard Hot 100 и 1 строчки в Hot Mainstream Rock Tracks. Кроме того, альбом содержит три песни из Full Moon Fever, который позиционируется как сольный альбом Тома Петти. Это оправдывается тем, что в записи Full Moon Fever участвовали и члены Heartbreakers. По состоянию на сентябрь 2011 года, в США было продано 7 464 000 копий Greatest Hits, что делает его самым продаваемым альбомом группы.

## Список композиций
| #   | Название                       | Продолжительность | Первое издание                            | Автор(ы)                                  |
| --- | ------------------------------ | ----------------- | ----------------------------------------- | ----------------------------------------- |
| 1.  | American Girl                  | 3:35              | в альбоме Tom Petty and the Heartbreakers | Том Петти                                 |
| 2.  | Breakdown                      | 2:44              | в альбоме Tom Petty and the Heartbreakers | Том Петти                                 |
| 3.  | Listen to Her Heart            | 3:05              | в альбоме You’re Gonna Get It!            | Том Петти                                 |
| 4.  | I Need to Know                 | 2:26              | в альбоме You’re Gonna Get It!            | Том Петти                                 |
| 5.  | Refugee                        | 3:25              | в альбоме Damn the Torpedoes              | Том Петти, Майк Кэмпбелл                  |
| 6.  | Don’t Do Me Like That          | 2:44              | в альбоме Damn the Torpedoes              | Том Петти                                 |
| 7.  | Even the Losers                | 4:01              | в альбоме Damn the Torpedoes              | Том Петти                                 |
| 8.  | Here Comes My Girl             | 4:27              | в альбоме Damn the Torpedoes              | Том Петти, Майк Кэмпбелл                  |
| 9.  | The Waiting                    | 4:01              | в альбоме Hard Promises                   | Том Петти                                 |
| 10. | You Got Lucky                  | 3:38              | в альбоме Long After Dark                 | Том Петти, Майк Кэмпбелл                  |
| 11. | Don’t Come Around Here No More | 5:07              | в альбоме Southern Accents                | Том Петти, Дэвид Аллан Стюарт             |
| 12. | I Won’t Back Down              | 2:59              | в альбоме Full Moon Fever                 | Том Петти, Джэфф Линн                     |
| 13. | Runnin' Down a Dream           | 4:25              | в альбоме Full Moon Fever                 | Том Петти, Джэфф Линн, Майк Кэмпбелл      |
| 14. | Free Fallin'                   | 4:18              | в альбоме Full Moon Fever                 | Том Петти, Джэфф Линн                     |
| 15. | Learning to Fly                | 4:05              | в альбоме Into the Great Wide Open        | Том Петти, Джэфф Линн                     |
| 16. | Into the Great Wide Open       | 3:45              | в альбоме Into the Great Wide Open        | Том Петти, Джэфф Линн                     |
| 17. | Mary Jane’s Last Dance         | 4:35              | в этом альбоме                            | Том Петти                                 |
| 18. | Something in the Air           | 3:17              | в этом альбоме                            | Джон Кин, лидер группы Thunderclap Newman |

- Примечание 1: В Великобританском издании «Listen to Her Heart» была заменена на «Anything That’s Rock 'n' Roll» из альбома Tom Petty and the Heartbreakers.
- Примечание 2: В переиздании 2008 года «Something in the Air» была заменена на «Stop Draggin' My Heart Around», дуэт Петти и Стиви Никс из альбома Никс Bella Donna.

## Позиции в чартах
| Страна         | Год  | Высшая позиция |
| -------------- | ---- | -------------- |
| Австралия      | 1994 | 16             |
| Австрия        | 1994 | 22             |
| Великобритания | 1993 | 18             |
| Канада         | 1994 | 4              |
| Нидерланды     | 1993 | 18             |
| Новая Зеландия | 1994 | 2              |
| Норвегия       | 1993 | 9              |
| США            | 1994 | 5              |
| Швейцария      | 1993 | 23             |
| Швеция         | 1993 | 9              |

## Сертификация
| Страна         | Ассоциация | Статус                        |
| -------------- | ---------- | ----------------------------- |
| Великобритания | BPI        | Золотой                       |
| США            | RIAA       | Бриллиантовый (10×платиновый) |
| Швеция         | IFPI       | Золотой                       |